# Desmodium zonatum
Desmodium zonatum là một loài thực vật có hoa trong họ Đậu. Loài này được Miq. miêu tả khoa học đầu tiên.